# Де-Гуф (Утрехт)
Де-Гуф (нід. De Hoef) — село в нідерландській провінції Утрехт. Входить до муніципалітету Де-Ронде-Венен.
Його площа становить 5,68 км², а населення станом на 2021 рік складало 880 осіб.
Перша згадка про населений пункт датується 1639 роком.

## Галерея

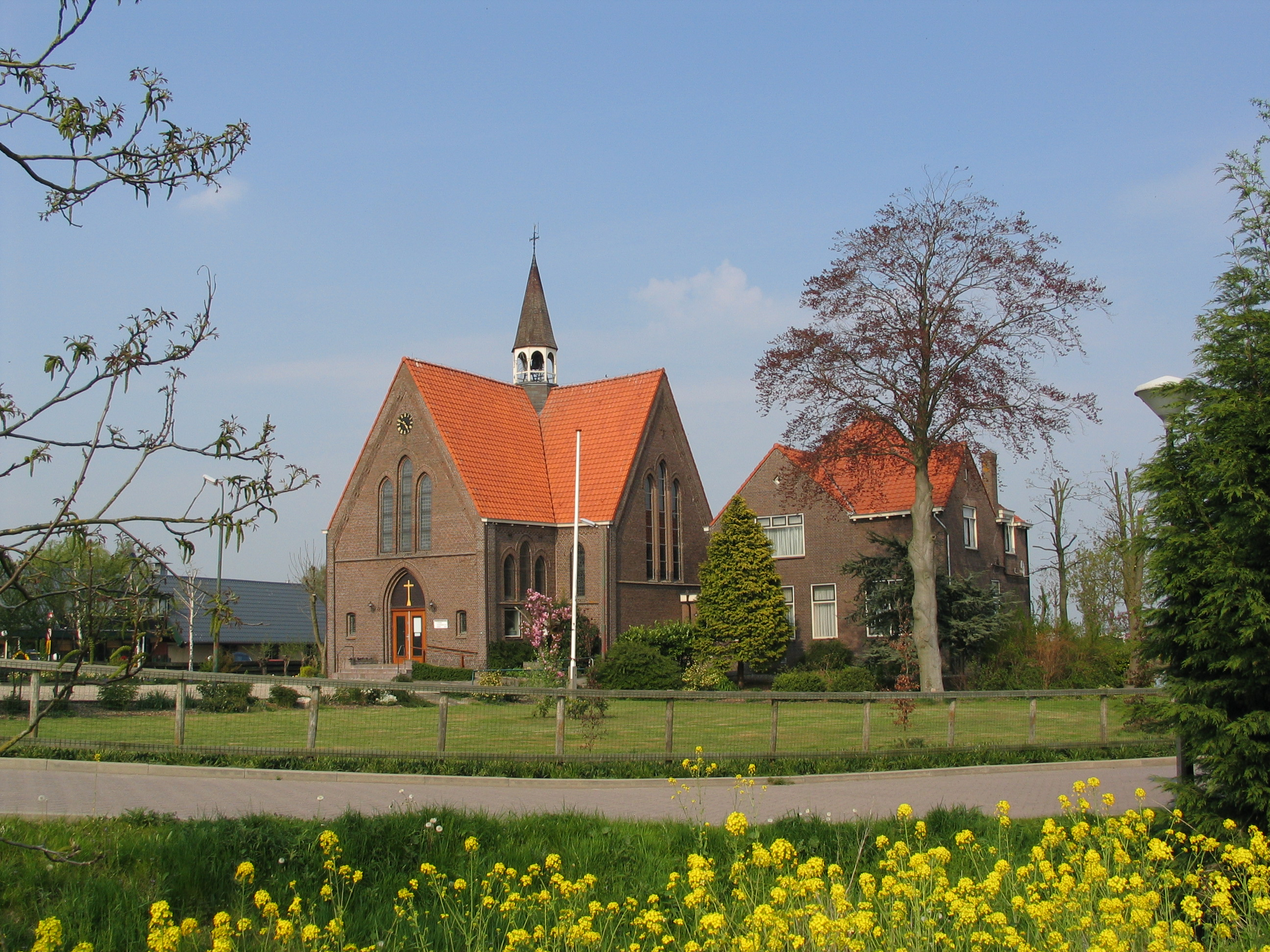
Сільська церква
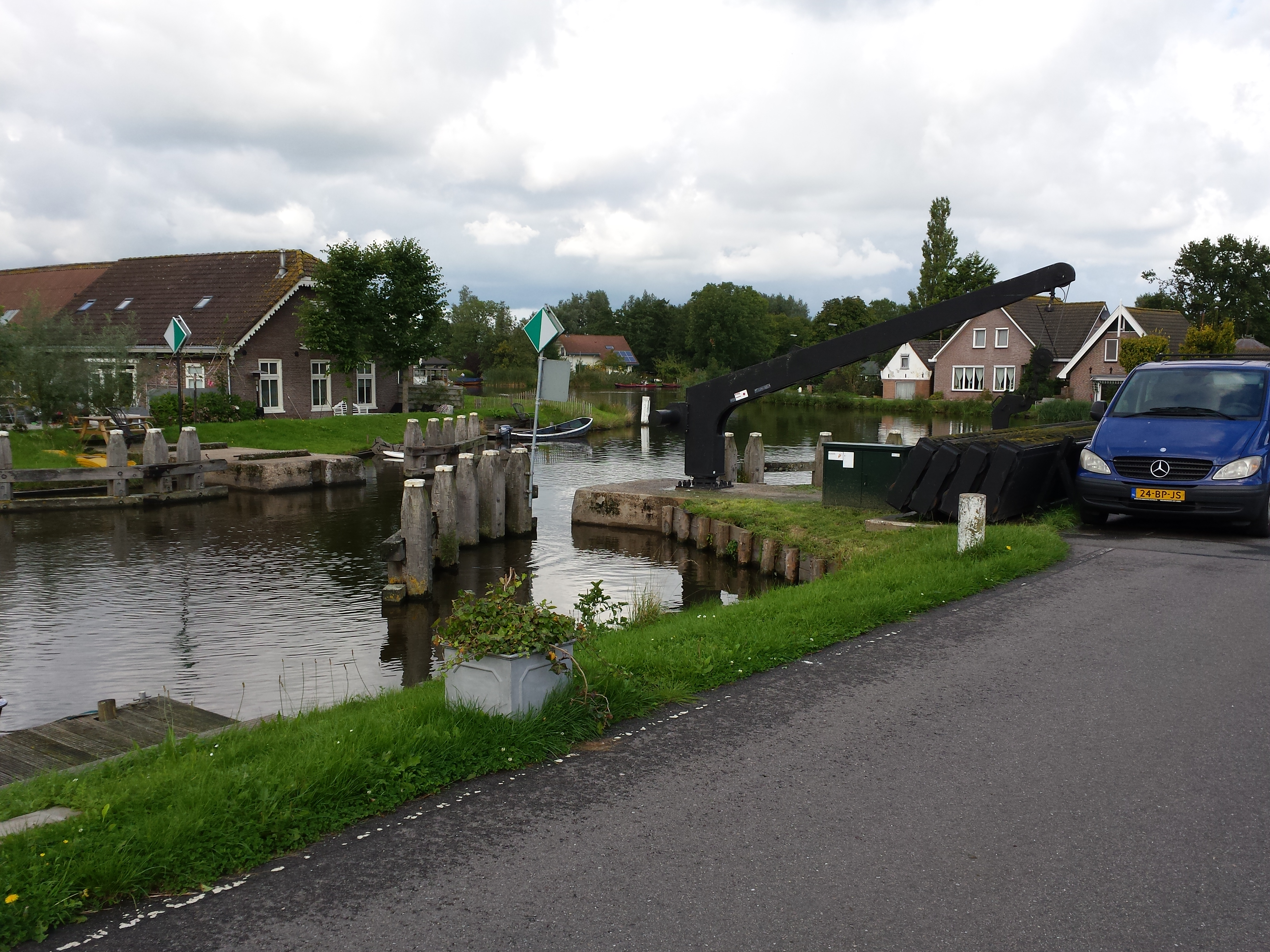
Вид на річку
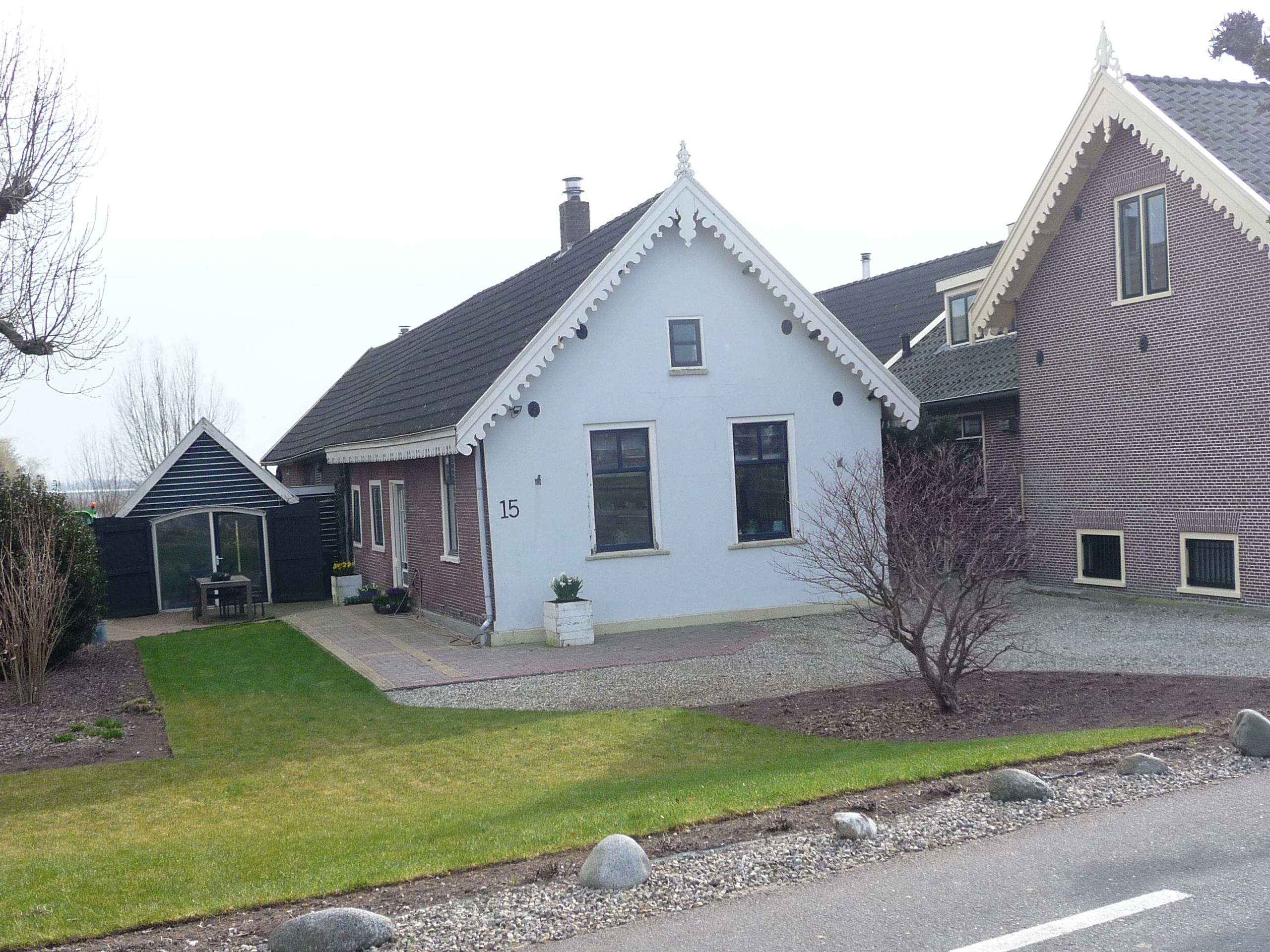
Будинок у Де-Гуфі
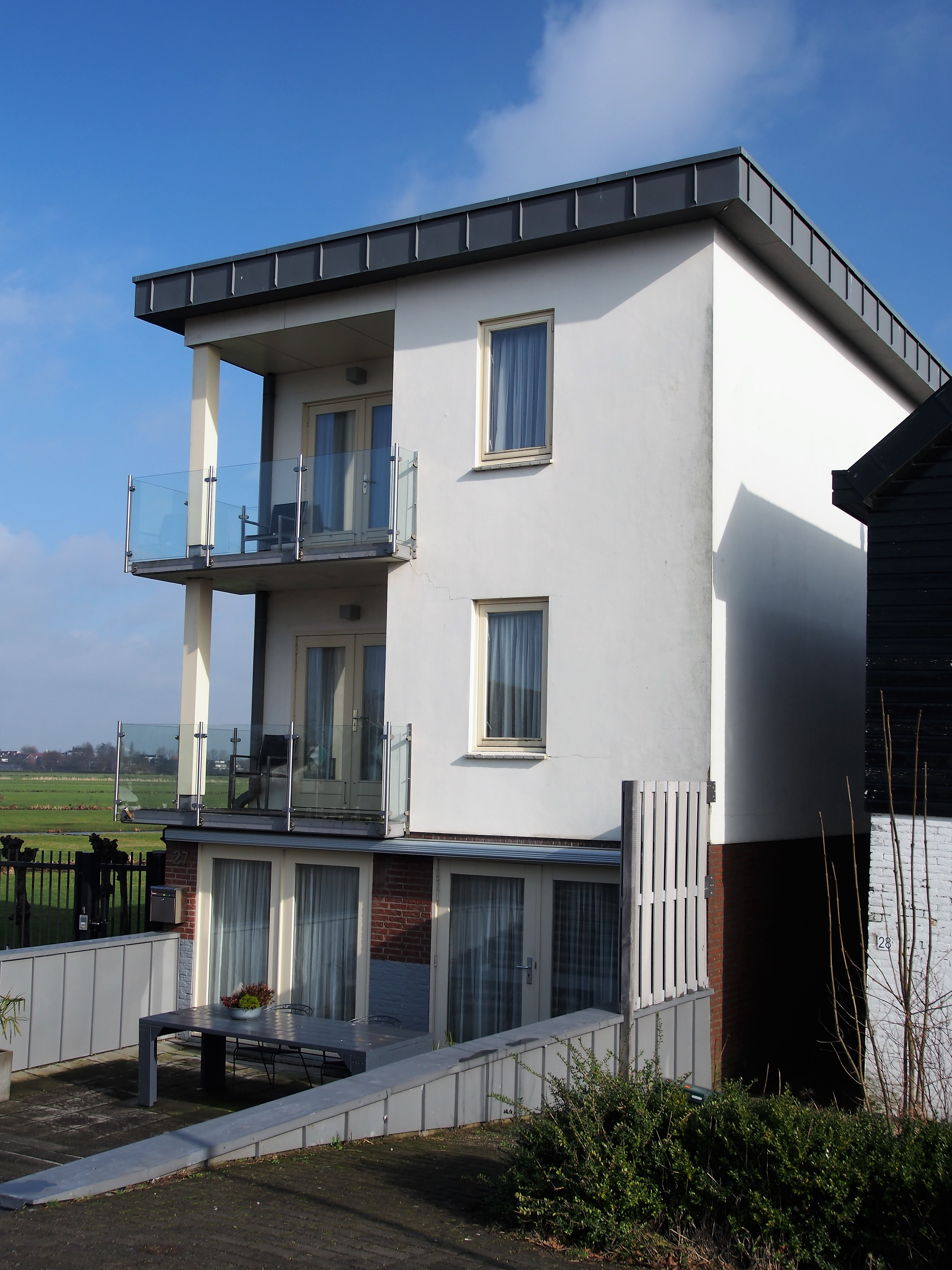
Будинок у Де-Гуфі